# 巴洛島
巴洛島（英語：Barlow Island）是南極洲的島嶼，屬於南設得蘭群島的一部分，長380米、寬160公里，面積0.05平方公里，處於史密斯角西北面2.14公里、馬托奇納峰東北面2.42公里、德良角東北面2.48公里和格利高里角東北面11.33公里。

## 外部連結
- SCAR Composite Antarctic Gazetteer（页面存档备份，存于）.

62°52′04.5″S 62°20′24.2″W / 62.867917°S 62.340056°W